# Vini Font
Pour les articles homonymes, voir Font.
Vini Font, de son vrai nom Vinicius Font, est un joueur brésilien de beach tennis né le 4 novembre 1984 à Rio de Janeiro. Il est l'un des rares champions de son sport à ne pas être Italien.